# Jordi Nabau
Jordi o Jorge Nabau Pérez fue un dibujante de cómic español (La Fuliola, 17 de julio de 1937 - Barcelona, 2000). 

## Biografía
Hijo del dibujante Salvador Nabau, que había trabajado en TBO, Jordi Nabau inició su carrera muy joven, con solo 17 años, en la revista Jaimito. Poco después empezó a ilustrar portadas para seriales de Toray como Lindaflor, Hombres Intrépidos, Bleck el Gigante y Átomo Kid. 
Mientras realizaba el servicio militar obligatorio en Mahón, creó diversas series cómicas para la revista Tío Vivo, incluyendo El recluta Canuto, reflejo de su experiencia en el cuartel. También participó en la fundación de otra revista autogestionada, Pepe Cola. A su vuelta a Barcelona, continuó colaborando con Toray en sus colecciones de novelas gráficas.
Casó con Anita Rodríguez, también dibujante.
A finales de los 70, empezó a colaborar con Bruguera, continuando su serie Capitán Barba Loca, mientras seguía produciendo cómics didácticos para editoriales de libros de texto, como Vicens-Vives, y para el mercado exterior, especialmente Alemania. Compartió estudio con Raf. 
Al final ya de su carrera profesional, trabajó en la revista Puta Mili de Ediciones El Jueves.

## Obra
| Años     | Título                  | Guionista        | Tipo            | Publicación   |
| -------- | ----------------------- | ---------------- | --------------- | ------------- |
| 1956     | Lindaflor 15, 19        |                  | Serial          | Toray         |
| 1958     | Ríase...                |                  | Serie colectiva | Tío Vivo      |
| 1959     | Robustiana              |                  | Serie           | Tío Vivo      |
| 1959     | El recluta Canuto       |                  | Serie           | Tío Vivo      |
| 1960     | Jacobino, gamberro fino |                  | Serie           | Tío Vivo      |
| 1962     | Relatos de Guerra       |                  | Serial          | Toray         |
| 1962     | Brigada Secreta         |                  | Serial          | Toray         |
| 1964     | Serenata Extra          |                  | Serial          | Toray         |
| 1968     | Donald Cash             | Eugenio Sotillos | Serie           | Hurón         |
| 1968     | Hombres Famosos         |                  | Serial          | Toray         |
| 197?     | El capitán Trinquete    | Eugenio Sotillos | Serie           | Pulgarcito    |
| 197?     | Maxi y Mofletes         | Jesús de Cos     | Serie           | Zipi y Zape   |
| 1978     | Barrett's Circus        |                  |                 | Inglés Junior |
| 198-     | Adelino Flequillo       | Jesús de Cos     | Serie           | Zipi y Zape   |
| 198-     | Tim y Tom               |                  | Serie           | Zipi y Zape   |
| 05/1994- | Los kakikachondos       | Jordi Nabau      | Serie           | Puta Mili     |